# 长嘴半蹼鹬
長嘴半蹼鷸（學名：Limnodromus scolopaceus），也称长嘴鹬，是一種中等身型的涉禽。
2022年，为与其分类地位相符，“中国鸟类名录”10.0版将长嘴鹬的中文名修改为长嘴半蹼鹬。
長嘴半蹼鷸是一種中型鷸鴴類，具有相對較長的喙，屬於鷸科，即鷸屬。在繁殖羽期，成鳥的特徵為美麗的紅褐色頭部和下體，背部呈現較深的斑駁，只有在飛行時才能看到的大片白色上臀部。 它們在各種淡水棲地中覓食，喙在水下進行「縫紉機」式的動作，並且以令人興奮的求偶展示而聞名，雄鳥會在飛行中追逐雌鳥。 這個屬名Limnodromus來自古希臘語的limne，意為「沼澤」和dromos，意為「競速者」。其特定名scolopaceus為新拉丁語的「鷸狀」，源自拉丁語的scolopax, scolopacis，指的是鷸或田鷸。 其英文名稱來自易洛魁人，最早於1841年被記錄。
長嘴半蹼鷸的外觀幾乎與短嘴半蹼鷸相同，直到1950年才由Pitelka確認為單獨的物種。 在這兩種鳥類之間，最好的區分特徵是它們的飛行叫聲，尤其是在冬季時，兩種鳥類更加難以分辨。 然而，這兩個物種在生態上有所不同，從棲地和繁殖地開始。短嘴半蹼鷸偏好鹽水，主要在阿拉斯加南部、育空地區，以及加拿大中部和海事省份繁殖，而長嘴半蹼鷸則偏好淡水，主要在阿拉斯加西部和北部到東西伯利亞繁殖，冬季遷徙至墨西哥等地。

## 分類
長嘴半蹼鷸屬於鴴形目，該目包括濱鳥、鷗和海雀。它是鷸科的一員，屬於該科的鷸亞科，與鷸和田鷸同屬一個亞科。其屬名半蹼鷸屬（Limnodromus）僅包括其他兩個物種：短嘴半蹼鷸和半蹼鷸。
長嘴半蹼鷸首次由托馬斯·塞於1823年描述，當時的名稱為Limnodromus scolopacea。 長嘴和短嘴半蹼鷸的分類存在困難，部分原因是短嘴半蹼鷸的多樣性。
在約100年的時間裡，長嘴半蹼鷸和短嘴半蹼鷸被認為是兩個不同的物種。到1927年，由於觀察到兩個物種的鳥類表現相似，是與地理聯繫的相同物種，長嘴半蹼鷸被認為是短嘴半蹼鷸的亞種，即西部形態。 直到弗蘭克·皮特爾卡於1950年出版了他的專著後，這兩種半蹼鷸再次被接受為兩個不同的物種。 進一步的研究顯示，這兩個物種在基因上分化的時間估計超過四百萬年。

## 描述
長嘴半蹼鷸是中等大小、體態粗壯的濱鳥，喙的長度約為其頭部的兩倍。在所有羽毛形態中，長嘴半蹼鷸都具有白色的眉紋和深色的眼先帶，並延續至眼後。其尾巴為黑白相間的條紋，黑色條紋的寬度幾乎是白色的兩倍，且有一個大的明顯白色臀部，延伸至背部中部。
長嘴半蹼鷸的繁殖羽期約從五月持續至八月底或九月初。在繁殖羽期，成鳥的特徵包括頭頂的深色冠羽以及下方紅褐色的頸部、胸部和腹部，胸部有黑色條紋，側面有白色條紋，當羽毛新鮮時尤為明顯。隨著羽毛的老化，黑色條紋可能變少，使得胸部呈現深紅色。冠羽和背部混合有棕色、黑色和黃褐色的標記。 翅膀和背上部斑駁地分布著黑色、黃褐色和白色的標記，整體看起來呈深棕色。
在冬羽期，長嘴半蹼鷸在野外很難與短嘴半蹼鷸區分。在非繁殖羽期，成鳥的顏色暗淡灰色，上體和胸部較深，與較淺的白色腹部形成對比。胸部的灰色在接近下巴時逐漸變淡。
長嘴半蹼鷸的幼鳥羽毛與成鳥的繁殖羽相似，但顏色較淺。幼鳥長嘴半蹼鷸可通過其三級飛羽的不同與短嘴半蹼鷸區分。長嘴半蹼鷸的這些羽毛為深灰色，邊緣狹窄呈黃褐色，內部標記極為黯淡，幾乎看不出來。幼鳥的上體為栗色邊緣，而非黃褐色，並且其均勻的灰色胸部與淺紅褐色的下腹部和胸部略有區分。
長嘴半蹼鷸的喙長度範圍約在62 毫米到72 毫米之間，雄鳥的喙長通常較短，反映出其較小的體型。喙通常非常直且為黑色，接近基部時變為黃橄欖綠色，腿也是黃橄欖色。 雌雄鳥幾乎相同，但雌鳥通常較重，且擁有較長的翅膀和喙。
測量數據:
- 長度: 11.4英寸（29）
- 重量: 3.1—4.6盎司（88—130克）
- 翼展: 18.5—19.3英寸（47—49）

## 棲地與分佈

### 繁殖地
在北美，長嘴半蹼鷸主要在阿拉斯加西部和北部沿海地區繁殖，從胡珀灣到麥肯齊河西部，並向南延伸到布魯克斯山脈的山麓。在這一範圍內，長嘴半蹼鷸在築巢時非常偏好濕潤的草地或莎草的淡水草地，但有時也限於沼澤地，並在築巢後遷移到湖泊、池塘或河口尋找食物。在東西伯利亞，牠們從亞納河下游到楚科奇半島和阿納德爾低地繁殖，並且在俄羅斯境內向西擴展，也常在白令海沿岸和西伯利亞東北部流入北極海的河流沿岸築巢。

### 非繁殖地
在非繁殖季節，由於冬季羽毛形態與短嘴半蹼鷸相似，長嘴半蹼鷸的範圍難以確定，特別是在兩種鷸重疊的地區，大多數鳥類被識別為「半蹼鷸」。然而，在太平洋沿岸，牠們的冬季棲地從英屬哥倫比亞西南部到下加利福尼亞州的多個地點，也會內遷至亞利桑那州、新墨西哥州、德克薩斯州，並向南延伸至墨西哥。在大西洋沿岸，牠們的冬季棲地從北卡羅來納州到佛羅里達州，並沿墨西哥灣海岸向西遷至密西西比州、路易斯安那州和德克薩斯州。在冬季，這種鳥類可以在更多樣化的棲地中發現，範圍從泥灘、被淹沒的濕地、濕草地和田地到各種湖泊和沼澤，偏好水深小於三英寸的地區。 一般來說，與短嘴半蹼鷸相比，長嘴半蹼鷸似乎更喜歡淡水而非鹽水，以及泥濘而非沙質的棲地。

### 遷徙
長嘴半蹼鷸的秋季遷徙時間比短嘴半蹼鷸晚，春季遷徙則較早。春季遷徙發生在二月到五月，鳥類沿著太平洋海岸和內陸向北遷徙。長嘴半蹼鷸也會遷徙經過大平原的西側，大多數鳥類通過亞伯達省遷徙。
秋季遷徙通常發生在七月到十月，成年的長嘴半蹼鷸在七月開始向南遷徙，而幼鳥則從九月到十月開始遷徙。從繁殖地，長嘴半蹼鷸將沿太平洋海岸、穿越加拿大草原，並向南通過大盆地或穿越安大略省向佛羅里達州遷徙。

## 行為

### 飲食與覓食

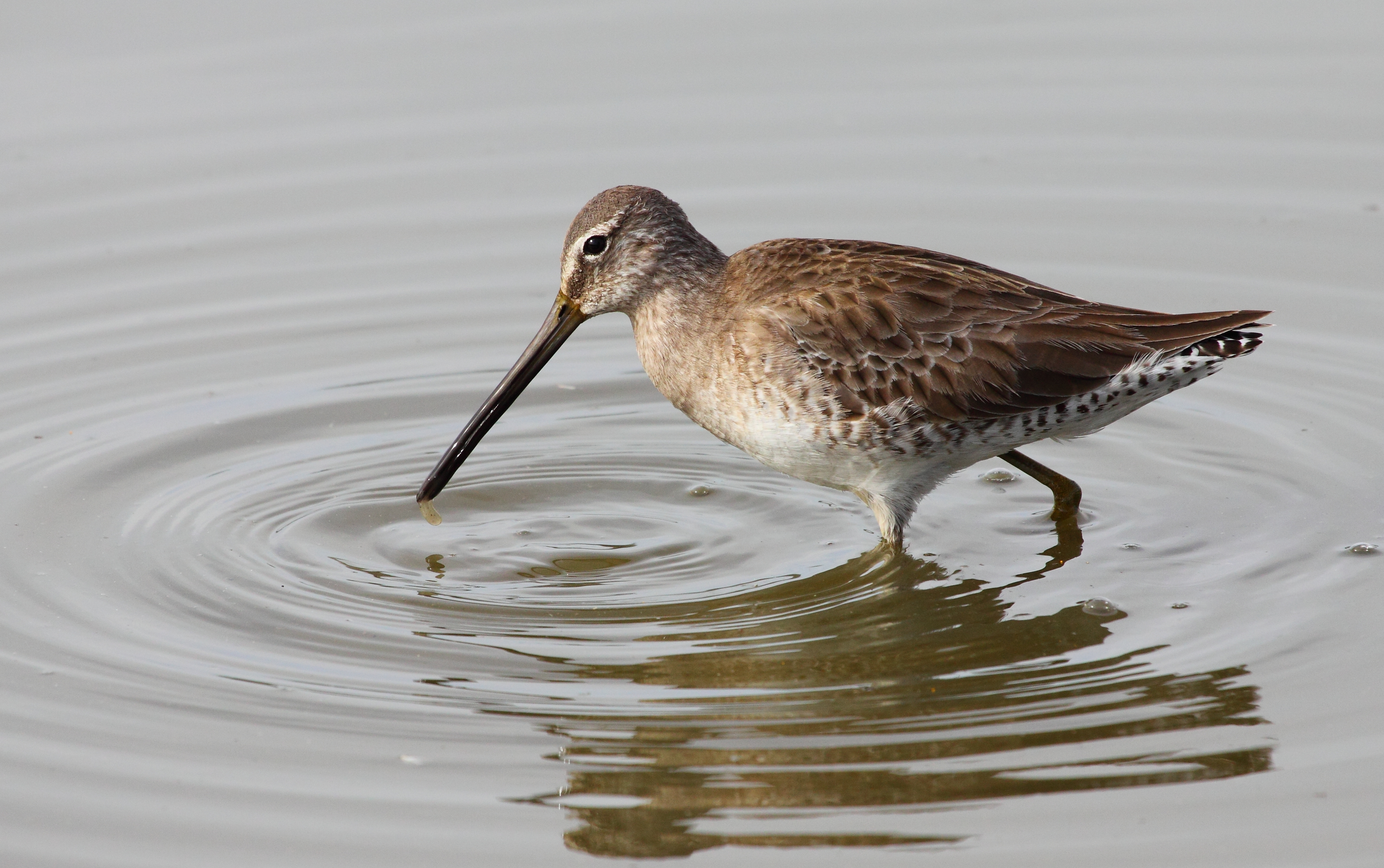
覓食的長嘴半蹼鷸

長嘴半蹼鷸以特有的「縫紉機」動作在淺水中或濕泥地上扎戳或探取食物，通常將頭部沒入水中，並利用喙尖上的觸覺感受器通過觸覺定位獵物。 在繁殖季節，長嘴半蹼鷸攝入大量搖蚊科幼蟲及其他昆蟲幼蟲，有時也會攝入植物物質和種子。在遷徙期間和冬季棲地，長嘴半蹼鷸的食物種類更加廣泛，從多毛類到昆蟲幼蟲，再到甲殼類和軟體動物，無所不吃。 此外，牠們擁有夜視能力，已知會在遷徙期間夜間覓食。

### 發聲
長嘴半蹼鷸的主要叫聲通常在飛行時或在地面時發出，是一種高亢、尖銳的keek，有時會重複成加速的快速雙音或三音系列。牠們的第二種較少見的叫聲是tu，通常重複1至8次。牠們的歌聲被描述為pee-witch-er，警告聲則是一聲爆炸性的KEEK.。長嘴半蹼鷸是更為多聲的濱鳥，通常會在覓食群中發出keek或tu的叫聲，這與通常在地面上沉默的短嘴半蹼鷸不同。

### 繁殖
雄性長嘴半蹼鷸會先向雌性唱歌來求偶，然後通過在飛行中追逐雌性來與其他雄性競爭，展示速度和靈活性的空中表演。交配後，牠們會在距離地面15英尺的高空盤旋時歌唱，表達其領地。 一旦交配成功，雄性和雌性長嘴半蹼鷸便形成配對關係。長嘴半蹼鷸在高草叢中的隆起塊或山脊的槽中築巢。巢穴是一個簡單的地面凹陷，通常以草和樹葉作為襯墊。
長嘴半蹼鷸每年每窩產四顆卵，每季只產一窩。 在罕見情況下，長嘴半蹼鷸會產三顆卵。卵呈橢圓形至梨形，顏色範圍從黃褐橄欖色到帶有藍綠色的青灰色。卵的基部大端附近有大量不均勻的棕色斑點，底層標記為深灰色。卵的孵化期約為二十天，由雌雄雙方共同參與孵化。長嘴半蹼鷸的雛鳥屬於早熟性，全身覆有絨毛，能在孵化後數小時內自行覓食。長嘴半蹼鷸的雄鳥負責照顧雛鳥，直到牠們能夠換羽為止。

## 外部連結
- USGS Patuxent Bird Identification Infocenter
- Cornell Lab of Ornithology （页面存档备份，存于）
- Long-billed South Dakota Birds and Birding （页面存档备份，存于）
- 图片 （页面存档备份，存于）